# Mirolepisma deserticola
Mirolepisma deserticola är en insektsart som beskrevs av Filippo Silvestri 1938. Mirolepisma deserticola ingår i släktet Mirolepisma och familjen silverborstsvansar. Inga underarter finns listade i Catalogue of Life.